# Hedvábnická tkanina

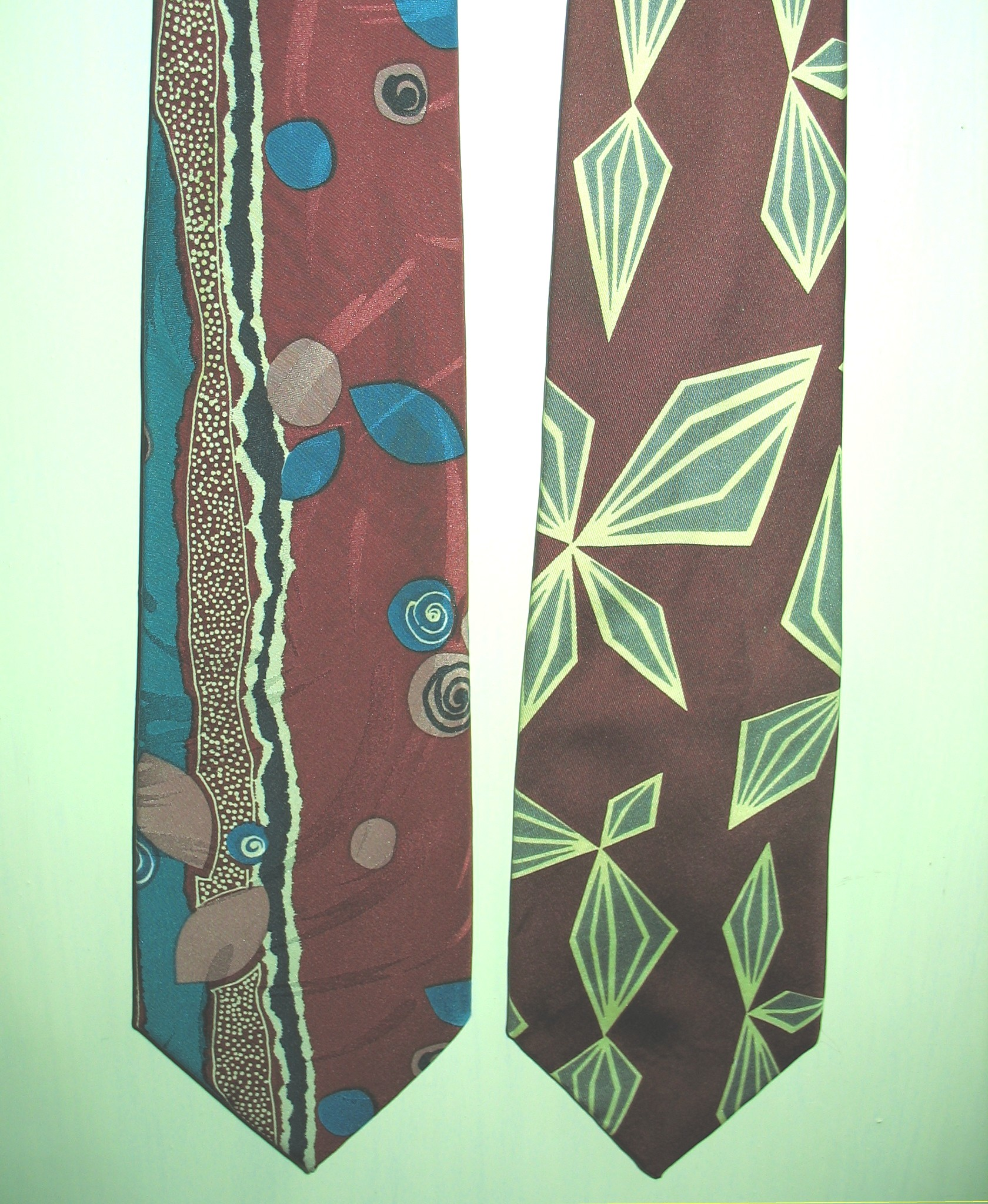
Hedvábnické tkaniny: vle
vo polyesterový filament, vpravo přírodní hedvábí

Hedvábnická tkanina (angl.: silky fabric, něm.: seidiges Gewebe) je výrobek se vzhledem a charakterem hedvábné textilie sestávající alespoň v jedné soustavě nití (osnova/útek) z vláken neomezené délky (z přírodního hedvábí nebo z filamentové příze). Druhá soustava nití může být z přírodních staplových vláken nebo z umělých stříží. Tkaniny mají většinou lesklý povrch, omak a ostatní vlastnosti mohou být (obzvlášť v závislosti na finální úpravě) rozličné.

## Použití přívlastku „hedvábnický“
- Pro tkaniny shora popsaného druhu se používá přívlastek hedvábnický jen u výrobků určených k oděvním nebo bytovým účelům. U technických textilií, koberců ani u oděvních tkanin z mikrovláken není toto označení známé.

- V češtině se výraz hedvábnická tkanina v současné době (2013) používá především v odborných učebních textech jako souhrnný pojem k rozlišení od bavlnářských, vlnařských a dalších druhů tkanin (podle použité suroviny a výrobní technologie). S přívlastkem hedvábnická se zde označují tkaniny s tradičními, z části už málo známými obchodními názvy, zejména:

Brokát, buret, dupion, flamengo, krepdešín, marokén, mušelín, naté, organzín, ponžé, satén, serž, šantung, taft, tusor, voál aj.
Zařazení výrobků do skupiny hedvábnických tkanin neodpovídá vždy shora uvedené definici (např. buret a šantung obvykle obsahují jen příze ze staplových vláken).
- Asi do konce 20. století se označení hedvábnické tkaniny používalo v úřední statistice výroby jako název kategorie výrobků.[2] Pro tento účel se rozdělení tkanin přestalo později používat.

- V jiných jazycích, např. v angličtině nebo v němčině se přívlastek hedvábnická (resp. připomínající hedvábí) používá pouze k subjektivními hodnocení (ve smyslu: hebká, příjemná) pro textilie i netextilní látky.[3]